# باشگاه فوتبال ابومسلم فراه
باشگاه فوتبال ابومسلم فراه یک باشگاه حرفه‌ای فوتبال افغانستان از فراه است که در حال حاضر در لیگ قهرمانان افغانستان بازی می‌کند.

## تاریخچه
این باشگاه در سال ۱۳۴۵ تأسیس شد. در سال ۱۳۹۹، آنها در لیگ قهرمانان افغانستان بازسازی شده شرکت کردند.
در فصل ۱۴۰۱، این باشگاه با ۴ امتیاز کمتر بعد از اتک انرژی دوم شد. این یکی از دو باشگاهی بود که بدون هیچ شکستی لیگ را به پایان رساندند. در جریان بازی‌های لیگ قهرمانان، تیم‌های اتک انرژی و ابومسلم به مصاف یکدیگر رفتند که این دیدار با نتیجه ۱–۱ به پایان رسید.
این تیم در فصل چهارم لیگ قهرمانان افغانستان قهرمان شد.

## بازیکنان
تا تاریخ ۲ اردیبهشت ۱۴۰۴
| شماره |           | پست       | بازیکن         |
| ----- | --------- | --------- | -------------- |
| ۱     | افغانستان | دروازه‌بان | گلالی رحیمی    |
| ۲     | افغانستان | مدافع     | سیر سادات      |
| ۳     | پاکستان   | مدافع     | سعید خان       |
| ۵     | افغانستان | مدافع     | محبوب حنیفی    |
| ۶     | افغانستان | هافبک     | سمیر سمندری    |
| ۹     | افغانستان | مهاجم     | سهراب افغان    |
| ۱۰    | افغانستان | مهاجم     | جبار شرزه      |
| ۱۱    | افغانستان | هافبک     | حامد امیری     |
| ۱۳    | پاکستان   | مهاجم     | فریدالله       |
| ۱۷    | افغانستان | مهاجم     | نعمت‌الله کریمی |

| شماره |           | پست       | بازیکن                    |
| ----- | --------- | --------- | ------------------------- |
| ۱۸    | افغانستان | مهاجم     | رومان حمیدی               |
| ۱۹    | افغانستان | مهاجم     | حبیب‌الله هوتک             |
| ۲۰    | افغانستان | مدافع     | خلیل تاجیک                |
| ۲۸    | افغانستان | مهاجم     | فرهاد علیزاده             |
| ۳۱    | ساحل عاج  | هافبک     | آرماند باژه               |
| ۴۴    | افغانستان | مدافع     | امان‌الله سرداری (کاپیتان) |
| ۴۵    | افغانستان | دروازه‌بان | حسن کوشانی                |
| ۷۷    | افغانستان | هافبک     | عبید عمری                 |
| ۹۹    | غنا       | مهاجم     | امانوئل یاگر              |
| -     | افغانستان | هافبک     | امید رجبی                 |

## افتخارات

### داخلی
- لیگ قهرمانان افغانستان
  -  قهرمان(۱): ۰۴–۱۴۰۳
  -  نایب قهرمان (۱): ۱۴۰۱

## تاریخچه داخلی
راهنما
      قهرمان
      دوم
      سوم
| فصل     | لیگ | لیگ        | لیگ        | لیگ        | لیگ        | لیگ        | لیگ        | جام        | یادداشت    |
| فصل     | بخش | جایگاه     | بازی       | برد        | مساوی      | باخت       | امتیاز     | جام        | یادداشت    |
| ------- | --- | ---------- | ---------- | ---------- | ---------- | ---------- | ---------- | ---------- | ---------- |
| ۱۴۰۱    | I   | دوم        | ۱۱         | ۸          | ۳          | ۰          | ۲۷         |            |            |
| ۱۴۰۲    | I   | برگزار نشد | برگزار نشد | برگزار نشد | برگزار نشد | برگزار نشد | برگزار نشد | برگزار نشد | برگزار نشد |
| ۱۴۰۳    | I   | سوم        | ۱۱         | ۸          | ۱          | ۲          | ۲۵         |            |            |
| ۰۴–۱۴۰۳ | I   | نخست       | ۱۱         | ۱۰         | ۱          | ۰          | ۳۱         |            |            |

## تاریخچه بین‌المللی
امتیازها و نتایج نخست تعداد گل‌های ابومسلم را نشان می‌دهد.
| سال     | رقابت         | دور          | باشگاه | تاریخ برگزاری | محل برگزاری                        | نتیجه |
| ------- | ------------- | ------------ | ------ | ------------- | ---------------------------------- | ----- |
| ۲۶–۲۰۲۵ | چلنج لیگ آسیا | مرحله پلی آف | پارو   | ۱۲ اوت ۲۰۲۵   | ورزشگاه چانگلیمیتانگ، تیمفو، بوتان | ۰–۱   |